# Осодоева, Федосия Матвеевна
Осодоева Феодосия Матвеевна (1898—1988) — видный общественный деятель Бурятии, одна из первых дипломированных фельдшеров Бурятии, завбурженотделом Бурятии, заместитель директора всесоюзного проектного института «Гипромолоко».

## Биография
Осодоева Феодосия (Федосья) Матвеевна родилась в 1898 году в семье крестьянина Боханского аймака. В 1916 году стала слушательницей фельдшерской школы в г. Иркутске, начинает интересоваться революционной деятельностью и посещать нелегальные марксистские кружки учащейся молодежи. В марте 1918 г. вступила в члены РСДРП(б). В июне 1918 г. начинает работать фельдшером в участковой больнице.
В сентябре 1919 г. по директиве Иркутского губкома РКП(б) из инициативной группы был создан подпольный комитет Боханского района. Осодоева избрана его председателем, Шантанов Н. С. — секретарем. В состав комитета входили: Балтахинов Павел Сергеевич (организатор подпольного комитета), Улахонов М. Т., учительница Мосина З. В., Коняев Ф. Р. и другие. В конце 1919 г. в Бохане был создан первый бурятский каваленрийский отряд под командованием Балтахинова П. С. Федосья Матвеевна являлась медсестрой, агитатором отряда. В январе 1920 года отрядам Балтахинова и Мясникова в ходе напряженной борьбы удалось очистить Боханский район от остатков колчаковских банд.
Павел Сергеевич первый муж Осодоевой после установления Советской власти с мая 1920 года работает инструктором Бурятской секции Иркутского губкома РКП(б), с августа того же года — военным комиссаром Ангарского аймака, потом был назначен военком в Тункинский аймак. Погиб в бою 25 февраля 1921 во время антибольшевистского восстания в Ангарском аймаке.
Осодоева писала: "Мы работники райкома партии местных Советов и других организаций, состояли в рядах ЧОН — днем работали, а ночью охраняли улусы.
Сразу после республиканского съезда женщин состоялось совещание с участием секретаря Буробкома партии Сахьяновой М.М. Инструктор Женотдела ЦК ВКП(б) Нухрат А. И. поделилась опытом работы среди женщин Востока. Было решено создать институт кочевых женорганизаторов, Красные юрты, Дома буряток и т. п.
Второй муж Иоаким Александрович Ильин (1893—1970), уроженец улуса Кондой Иркутской губернии — инженер-металлург, директор Пышминского медеэлектролитного завода в 1934—1937 годах, начальник конструкторского бюро Норильского никелевого комбината. Первая жена — Мария Павловна Заинина. Было два сына. В 1937 году был арестован и затем сослан в Норильлаг, работал на лесоповале, потом сменным мастером электролизного отделения, инженером в конструкторском бюро комбината. После окончание срока заключения в качестве вольнонаемного работал начальником КБ комбината. После освобождения в 1955 году долгое время тщетно искал первую жену и сыновей. Скончался в 1970 г.. Похоронен на Новодевичьем кладбище в Москве.
Сын Арчжил Якимович Ильин (18 октября 1927, Улан-Удэ — 13 апреля 1981) — советский философ, специалист по методологии науки. Профессор МГУ. А. Я. Ильин был одним из ведущих специалистов СССР в области философско-методологических проблем современной биологии, в частности, эволюционной теории и генетики. Им опубликовано около ста пятидесяти научных работ.
Феодосия Матвеевна до выхода на пенсию проработала заместителем директора всесоюзного проектного института «Гипромолоко» г. Москва.
Умерла в 1988 г. Похоронена на Новодевичьем кладбище.

## Публикации
- Осодоева Ф. И. Благодаря ленинской национальной политике // Сборник «Женщины советской Бурятии» // Бурятское книжное издательство. — 1969. — С. 16-23.